# 부탄의 행정 구역
부탄은 20개 종카그(현, dzongkhag)로 구성되어 있으며 이들 종카그는 다시 게워그(구, gewog)와 둥카그(특별 행정 구역, dungkhag)로 나뉜다.